# Công đồng Constantinople IV (879/80)
Công đồng Constantinople IV (879-880) là công đồng chung thứ VIII được thừa nhận bởi Chính thống giáo phương Đông được tổ chức ở Constantinople. Công đồng được triệu tập bởi Hoàng đế La Mã Basil II, chủ trì bởi Thượng Phụ Photius với sự tham dự của 383 Giám mục của cả hai phía đông và tây.
Công đồng này tuyên bố xác nhận công đồng Nicea năm 787 chính thức là công đồng Chung Thứ bảy, và rút phép thông công những người không công nhận nó (đặc biệt là ở Pháp). Công đồng cũng bãi bỏ các Công đồng ở Rôma và Constantinople này đã kết án Thượng Phụ Photius. Ngoài ra, công đồng còn tuyên bố rằng Kinh Tin Kính, các biểu tượng của đức tin là vật lưu truyền xác thực của các Thánh Giáo hội (Holy Fathers). Bất cứ người nào dám thực hiện bất kỳ bổ sung thêm hoặc bớt (đặc biệt là liên quan đến tín điều filioque - "và Đức Chúa Con" về Chúa Thánh Thần)) đều bị rút phép thông công.
Cuối cùng, công đồng ra lệnh rằng các Giáo hội Đông phương và Giáo hội Tây phương không can thiệp vào thẩm quyền của nhau. Giáo hội phương Tây có quyền phế truất các Giám mục miền tây và giáo hội phương đông có quyền phế truất các Giám mục phương Đông, và sự truất phế phải được công nhận bởi tất cả các Giáo hội. Công đồng này cũng được chấp nhận với đầy đủ các nội dung bởi Giáo hoàng Gioan VIII của Rôma,.